# 野生の棕櫚
『野生の棕櫚』（やせいのしゅろ、原題：The Wild Palms ）は、アメリカ合衆国の小説家ウィリアム・フォークナーの南部ゴシック小説である。1939年に発表された。2つの物語が交錯する二重小説で、ひとつは医師である中産階級の白人男女が不倫、妊娠、堕胎のすえ、悲劇的な結末を迎える話が語られ、もうひとつは囚人である貧しい南部人が洪水に巻き込まれ、妊婦を救い、出産を助け生還する話が語られる。

## 書名について
この原題はフォークナー自身の選んだ題を付けたいという意向があったものの、出版社であるランダムハウスが選んだものである。フォークナーのタイプ原稿の時にはIf I Forget Thee, Jerusalem（エルサレムよ、もし我汝を忘れなば、詩篇第137）という題が付けられていた。その後の出版では If I Forget Thee, Jerusalem の方で印刷されてきた。2003年からは両方の題を使い、The Wild Palms [If I Forget Thee, Jerusalem]のようにフォークナーの選んだ題を初版の題の後に[ ]書きで補う形が多く使われている。日本語訳では『野生の棕櫚』が一般的に使われている。

## 小説の構成
『野生の棕櫚』は、第1章で同名のラブストーリーが始まり、第2章では『オールド・マン』という別の話が始まる。オールド・マンとはミシシッピ川の俗称であり、1927年に起きたミシシッピ大洪水を舞台としている。以後章毎に双方の話が入れ替わりながら進行して行き、それぞれ5つの章を使い、最後の第10章は『オールド・マン』の章で終わる。どちらの話も男と女の特徴ある関係を語っているが、2つの話の間には表面的には関連性が全く見られない。

## あらすじ

### 野生の棕櫚
野生の棕櫚の第1章は主人公の医者（ただしインターン崩れ）のハリー（ヘンリー・ウィルボーン）とシャーロット（シャーロット・リトンメイヤー）がミシシッピ州の海岸にある別荘を借り、やはり医者である別荘のオーナーを夜中に呼びに来るシーンで始まる。第2の章（小説全体では第3章、以下同様）では、ハリーの過去が語られる。ハリーは1910年の生まれであり、ハリーの父親もやはり医者で、ハリーが2歳のときに亡くなるが、ハリーを医者にするための2,000ドルを遺贈するという遺書を遺す。ハリーは母違いの姉に育てられ田舎の医大を卒業してニューオールリンズの病院でインターンを始める。2,000ドルの遺産も医大を出るまでの養育費と学費にはとても足りずに、姉の援助と切り詰めた暮らしをして何とか凌いできたために青春らしい青春もなく、インターンを始めてからも薄給のためにつましい暮らしを続けるだけだった。2年間のインターン生活があと4ヶ月で終わる27歳の誕生日、同僚に誘われてパーティに出席し、シャーロットに出遭う。シャーロットはパーティ出席者（フランシス・リトンメイヤー）の妻であり、25歳くらい、2人の女の子の母親だった。シャーロットは粘土や真鍮を使って小物を創造する才能があった。シャーロットがハリーを自家での食事に誘い、その後は外での食事で逢瀬を重ね、5度目にはホテルへ行くが、裏街のホテルにしか連れていけず、シャーロットを失望させる。その帰りにゴミ箱の中から1,278ドルが入った財布を拾う。シャーロットが夫に2人の関係を打ち明け、2人はシカゴに向かう。
第3の章では、2人のシカゴの生活が語られる。ハリーは就職口を探すが、インターンを途中で辞めたためにまともな口は見つからない。やっとありついた勤め口も首になる。シャーロットは小物を作ってデパートに売り込み金を稼ぐが、それも長続きはしない。所持金が少なくなってきた中で知り合った新聞記者のマッコードに勧められ、山小屋での生活を始める。そこで買い込んで来た食糧が続く限り生活するつもりで2人きりの生活を楽しむ。冬が来る前にシカゴに戻り、シャーロットは勤め口が見つかったが、ハリーの方は見つからない。ハリーは耐えられず、ユタ州の鉱山での医者の仕事を見つけ、2人で旅立つ。
第4の章では、ユタ州の鉱山での生活が語られる。そこでは鉱山主任のバックナーとその妻ビリイがいる。鉱山の経営者は給料を送って来ず、逃げ出す労働者も出てくる。バックナーは鉱山から出て行くことを計画しており、その前にハリーに妻の堕胎を行ってくれるよう求める。ハリーは拒否するが根負けして手術をおこなう。残っていたポーランド人労働者に配給物資を分かち、2人も山を降りようとしていた時に、シャーロットが妊娠を打ち明ける。シャーロットは堕胎をハリー自身がしてくれるよう促すがハリーは拒否する。2人はテキサス州のサンアントニオに行って堕胎の方法を探すがうまくいかない。2人はミシシッピ州の海岸に行くことにする。
第5の章では、第1章の話を引き継ぐ。ハリーは堕胎手術に失敗しており、シャーロットの出血が止まらなくなっていた。別荘オーナーの医者は救急車と警察を呼び、病院に送り込む。シャーロットは死ぬ。拘置所に入ったハリーをリトンメイヤーが訪ね、金を渡して逃亡を促すが、ハリーは逃げない。ハリーは故殺で告訴され、裁判にかけられる。裁判所にもリトンメイヤーが現れ、ハリーのために嘆願するが認められない。ハリーは50年を下らない期間の重労働という判決となることが裁判長の口から語られる。ハリーの独房にまたしてもリトンメイヤーが現れ、青酸カリを渡すが、ハリーはこれも受け付けない。ハリーが「無よりも悲しみを選ぼう」と思うところでこの話は終わる。

### オールド・マン

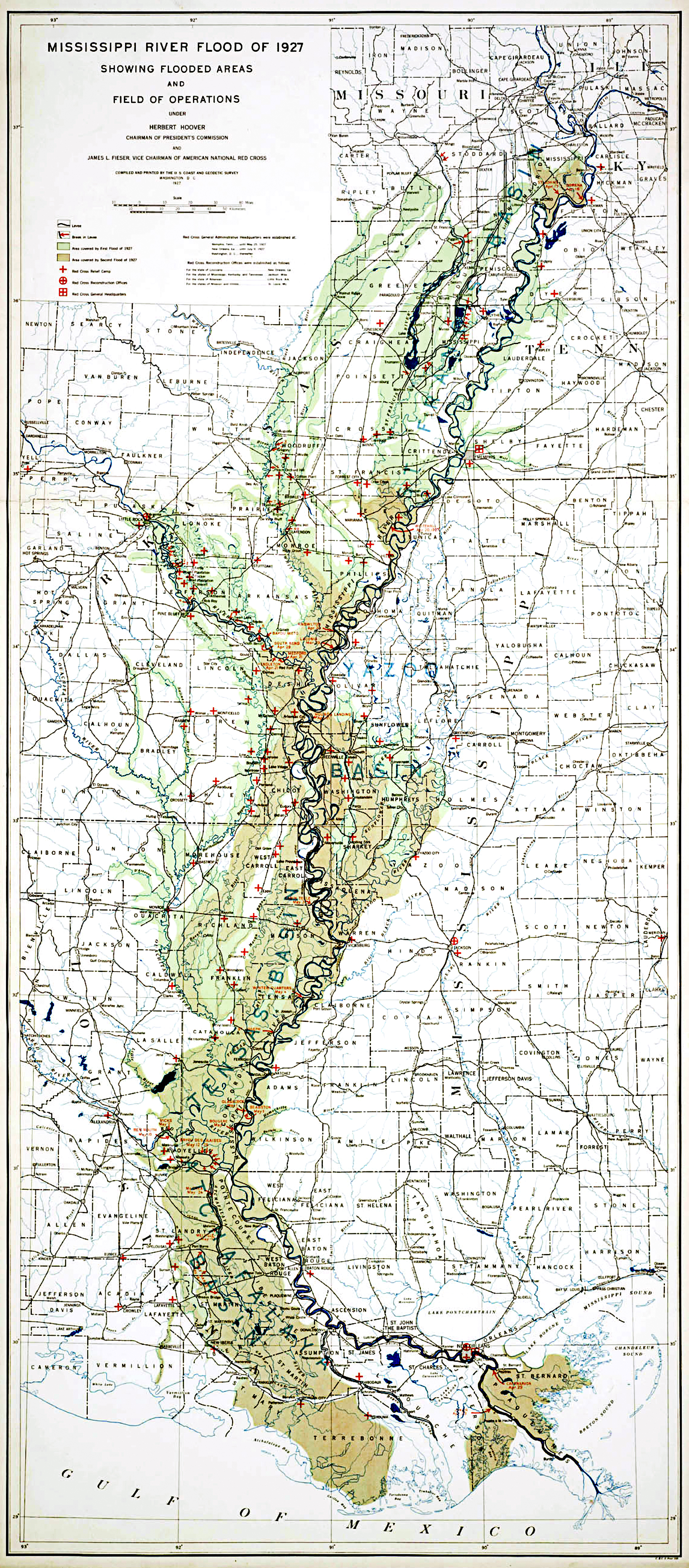
1927年ミシシッピ川大洪水の氾濫域

オールド・マンの第1章は、1927年5月にミシシッピ川で洪水が起きた時に始まる。列車強盗未遂罪で15年の刑に処されたのっぽの囚人がいる（男の名前は小説の中で明らかにされない）。既に7年間の刑期を過ごしている。もう一人ふとっちょの囚人がいて、強盗殺人罪で199年の刑を宣告されている。ふとっちょの囚人が新聞でミッシッピ川の洪水に関する記事を仲間に読み聞かせる。
第2の章では、2人の囚人が他の囚人達と共に洪水対策に派遣される。のっぽの囚人とふとっちょの囚人は助けを求めている住人救出の任務を与えられボートで漕ぎ出す。突然ボートが渦に巻き込まれふとっちょの囚人は木の枝に捕まって助かり別のボートに救助される。刑務所の所長達はのっぽの囚人が溺死したものと判断し、釈放処置を採る。
第3の章では、のっぽの囚人がボートに戻り、木の枝にしがみついていた女性を助ける。その女性は妊娠している。それまでは堤防の内側の氾濫地だったが、ボートはミシシッピ川本流に流される。1隻の屋形船に行き当たるが、いわくあり気なその乗員は食料をくれたものの助けてはくれない。また流されているうちにルイジアナ州の町に近づくが、兵士達に銃撃され、そこも逃げ出す。そのうちにインディアン塚に乗り上げ、女はそこで赤ん坊を産む。
第4の章では、3人となったボートでさらに流れていくと汽船に出遭う。汽船に乗っていたのはアメリカ人とは思えない者の集団である。ボートごと汽船に収容された囚人はミシシッピ州刑務所のあるパーチマンに連れていってくれと頼むが、途中で降ろされる。囚人はワニの皮を商っているアケイディア人と見られる男と出遭い、ナイフだけでワニを仕留めてみせて感心される。ある日、アケイディア人と見られる男が慌てて小屋を引き払う。囚人たちが残っていると、ランチが来て立ち退きを要求されたので、ボートを曳いて貰い、ランチに乗る。ミシシッピ川の上流に遡って収容された兵器庫と思われる建物も逃げ出し、囚人は目的地近くに行って、保安官にボートと女を引き渡す。
第5の章では、囚人が戻ってきたことに驚いた刑務所長達が囚人の処置に困り、結局は脱走を企てた廉で10年間の刑期を追加することに落ち着く。その後はのっぽの囚人が太っちょの囚人にここまでたどり着いた経過を語る。

## 登場人物

### 野生の棕櫚
- ヘンリー・ウィルボーン（ハリー） - 本作の主人公。27歳。苦学して医大を卒業し、インターン修行を務めていたが、それがもう少しで終わるという時にヒロインの人妻シャーロットに出遭い、逃避行を敢行する。シャーロットが妊娠し、堕胎を求められて初めは拒否するが、自分の手で手術を行い、シャーロットを死なせてしまう。
- シャーロット・リトンメイヤー - 本作のヒロイン。25歳くらい。結婚し、2人の娘も生れていたが、ハリーと駆け落ちする。常に愛の理想に向かって盲進する。堕胎手術の失敗で死ぬ。
- フランシス・リトンメイヤー（ラット） - シャーロットの夫。カトリック教徒であり、妻との離婚を認めない。夫と子供を捨てて行く妻を止められないが、いつでも帰って来るならば受け容れるという姿勢を崩さない。妻を死なせたハリーが罪に問われたときも救いの手を何度も伸ばそうとする。
- マッコード - シカゴの新聞記者。シャーロットの弟の知り合い。ハリー達の面倒を見て、山小屋を貸してくれたり、仕事を探してくれたりする、良き相談相手となる。

### オールド・マン
- のっぽの囚人 - 列車強盗未遂罪で15年の刑に処された男。ミシシッピ川の洪水の時に人命救助に行き、救った身重の女と共に流されるが、数ヶ月間艱難辛苦した末に子供を出産した女とボートと共に刑務所に戻ってくる。
- ふとっちょの囚人 - 強盗殺人罪で199年の刑を宣告されている男。のっぽの囚人と共に人命救助に行くが、遭難して救助される。刑務所に戻ってきたのっぽの囚人の話の聞き役になる。
- 身重の女 - 洪水のときにのっぽの囚人に救われ、その後出産し、のっぽの囚人と共に流離う。常にのっぽの囚人と離れず、最後まで行動を共にする。

## 作品の分析
この作品が世に出たとき、2個の独立した物語が1章ごとに交替で並んでいたために、読者も批評家も様様な憶測をしたが、結局はこのような構成をとった理由が分からなかった。フォークナー自身がそれに対して次のように答えている。
| 「 | いや、あれは1つの作品なのです。－あれは恋のためにすべてを振り捨て、しかもそれを失うシャーロットとウィルボーンの物語なのです。あの作品を書き始めたときは、まさかこれが2つの話を持つものになるとは思わなかったのです。ところが、現在の形で『野生の棕櫚』の第1章になっている部分を書き終えた時、どうも何かが欠けていると気づいたのです。なにか、作曲で言えば対位法のように、なにかこれを高めるものが必要だと感じました。そこで「オールド・マン」を書いてゆきますと、再び「野生の棕櫚」が浮かんできました。そこで「オールド・マン」を現在の第2章のところで横に置き、また前の物語に戻りました。この恋愛の話がまた萎んでゆくと、次に再び、囚人の話にうつり、愛を手に入れたのにそれから逃げ出そうとする囚人の話を書いていったのです。...このようにして2つの話は偶然に、というよりも必要性から、並ぶ形になっただけです。あの作品はシャーロットとウィルボーンの物語なのです。(橋本訳、解説加島祥造, p. 901-902) | 」 |

さらにハリーとシャーロットの世界に欠けているものとは何かという点について、フォークナーは次のように説明している。
| 「 | ハリーとシャーロットは恋愛を達成するために2人だけの世界をつくろうと努力し、危険を冒し、すべてを犠牲にするが、この囚人のほうはそういう愛の世界へ、自分で求めもせぬのに、押しやられる。彼が自分の救った女とともにいるボートの生活は、ハリーとシャーロットが何物にもかえても欲しいと願った境地なのです。彼らの物語に欠けているものを埋め合わせるものとは、そういう意味だったのです。(橋本訳、解説加島祥造, p. 901-902) | 」 |

ただし『オールド・マン』の叙述の中にはフォークナーの語るような恋愛を直接表現するものはほとんど見られず、全ては読者に想像させる形になっている。
フォークナーはこの作品の後、1940年出版の『村』から、以前に比べてずっと平易な手法と文体で語っていくようになった。
この作品の影響を受けたアルゼンチンの作家ホルヘ・ルイス・ボルヘスは、スペイン語への完訳を行い、1940年にLas palmeras salvajesを出版した。それが多くのラテンアメリカ小説家にも影響を与えることになった。

## 他の日本語訳
- 大久保康雄訳『野生の棕櫚』 新潮文庫、復刊1994年
- 井上謙治訳『野性の棕櫚　フォークナー全集 第14巻』 冨山房、1968年（解説：福永武彦）
- 加島祥造訳『野生の棕櫚』「世界文学全集5」学研、1978年／中公文庫、2023年（新版解説：野谷文昭）